# Колтушский путепровод

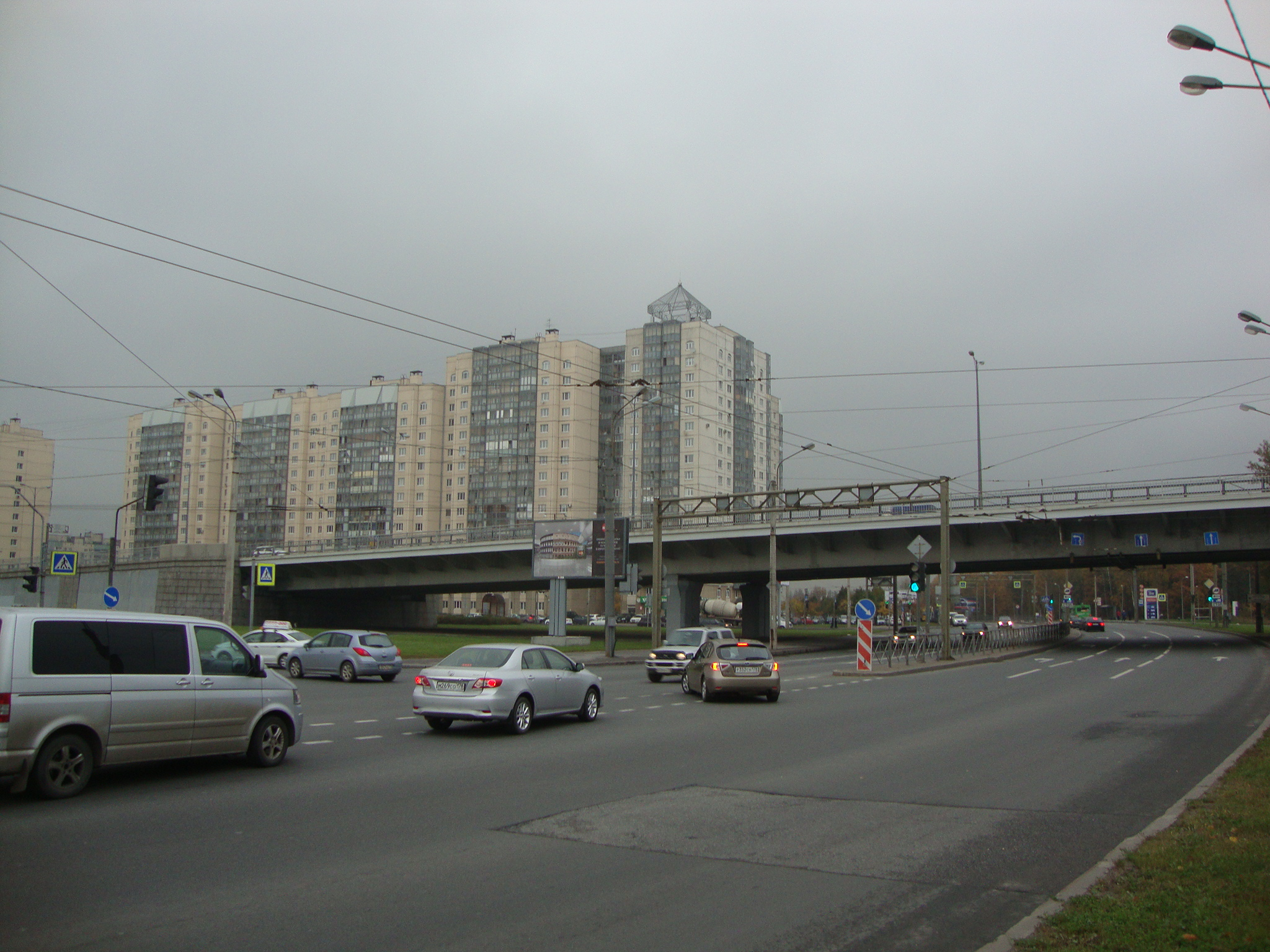
Колтушский путепровод (2014)

Ко́лтушский путепрово́д — путепровод в Красногвардейском районе Санкт-Петербурга и Всеволожском районе Ленинградской области. Переброшен через железнодорожную линию Ржевка — Горы в створе проспекта Косыгина (Санкт-Петербург) и Колтушского шоссе (Ленинградская область).
Прежде движение автотранспорта с проспекта Косыгина на Колтушское шоссе осуществлялось через железнодорожный переезд, дорога к которому проходила от улицы Коммуны в 50 метрах севернее перекрёстка улицы Коммуны и проспекта Косыгина. После переезда Колтушское шоссе проходило с изгибом в сторону юга (ныне по этой трассе проходит улица Заневский Пост южнее путепровода). Сейчас старая трасса сохраняется в виде элементов развязки и внутриквартальных проездов под путепроводом.

## Строительство
Строительство путепровода в этом месте было заложено в планы городской застройки с 1986 года, однако его строительство началось только в сентябре 2003-го. В процессе строительства с протестом выступили жители дома 33 по проспекту Косыгина, который был построен незадолго до начала работ по путепроводу.
Основное финансирование строительства Колтушского путепровода легло на бюджет Санкт-Петербурга. Ленобласть оплачивала 200 метров дороги. Причём «петербургская» часть путепровода была готова раньше, а работы над «областной» начались 30 ноября 2004 года. Тогда рабочие прорубили просеку в Ржевском лесопарке.
Генеральным подрядчиком на строительстве путепровода было ЗАО «Пилон», генеральным проектировщиком — ГУП «Ленгипроинжпроект».

## Открытие
Открытие Колтушского путепровода состоялось 25 декабря 2004 года. Изначально это хотели сделать 11 декабря, но по неизвестной причине мероприятие отложили.
15 мая 2014 года путепроводу присвоено название Колтушский — по шоссе. В «безымянный» период 2004—2014 годов в прессе употреблялось также название Косыгинский путепровод.